# Kampen på prärien
Kampen på prärien (Des barbelés sur la prairie) är ett Lucky Luke-album från 1967. Det är det 29:e albumet i ordningen, och har nummer 14 i den svenska utgivningen. 

## Handling
Lucky Luke och Jolly Jumper är på resa genom Cow Gulch, där de blir indragen i konflikten mellan den förmögne boskapsuppfödaren Cass Casey, byns starke man, och den naive men viljestarke nybyggaren Vernon Felps. Felps och hustrun Annabelle har just bosatt sig utanför Cow Gulch, men Casey är fast besluten att inte dela präriens gräs med någon annan. När Felps beslutar sig att sätta upp taggtråd runt sin tomt eskalerar konflikten, och Luke ser sig tvungen att gripa in och försöka förhindra att ett fullskaligt krig mellan nybyggare och uppfödare utbryter.

## Svensk utgivning
- Morris; Goscinny, René, (översättare: Kåre Persson) (1974). Kampen på prärien. Lucky Lukes äventyr: 14. Stockholm: Albert Bonniers förlag. Libris 7144300. ISBN 91-0-039224-3
- Andra upplagan, 1975
- Tredje upplagan, 1984, Bonniers Juniorförlag. ISBN 91-48-39224-3
- I Lucky Luke – Den kompletta samlingen ingår albumet i "Lucky Luke 1964–1965". Libris 9888395. ISBN 91-7134-089-0
- Den svenska utgåvan trycktes även som nummer 123b i Tintins äventyrsklubb (1994). Libris 7674144. ISBN 91-7904-321-6